# St. Jakobus (Ornbau)

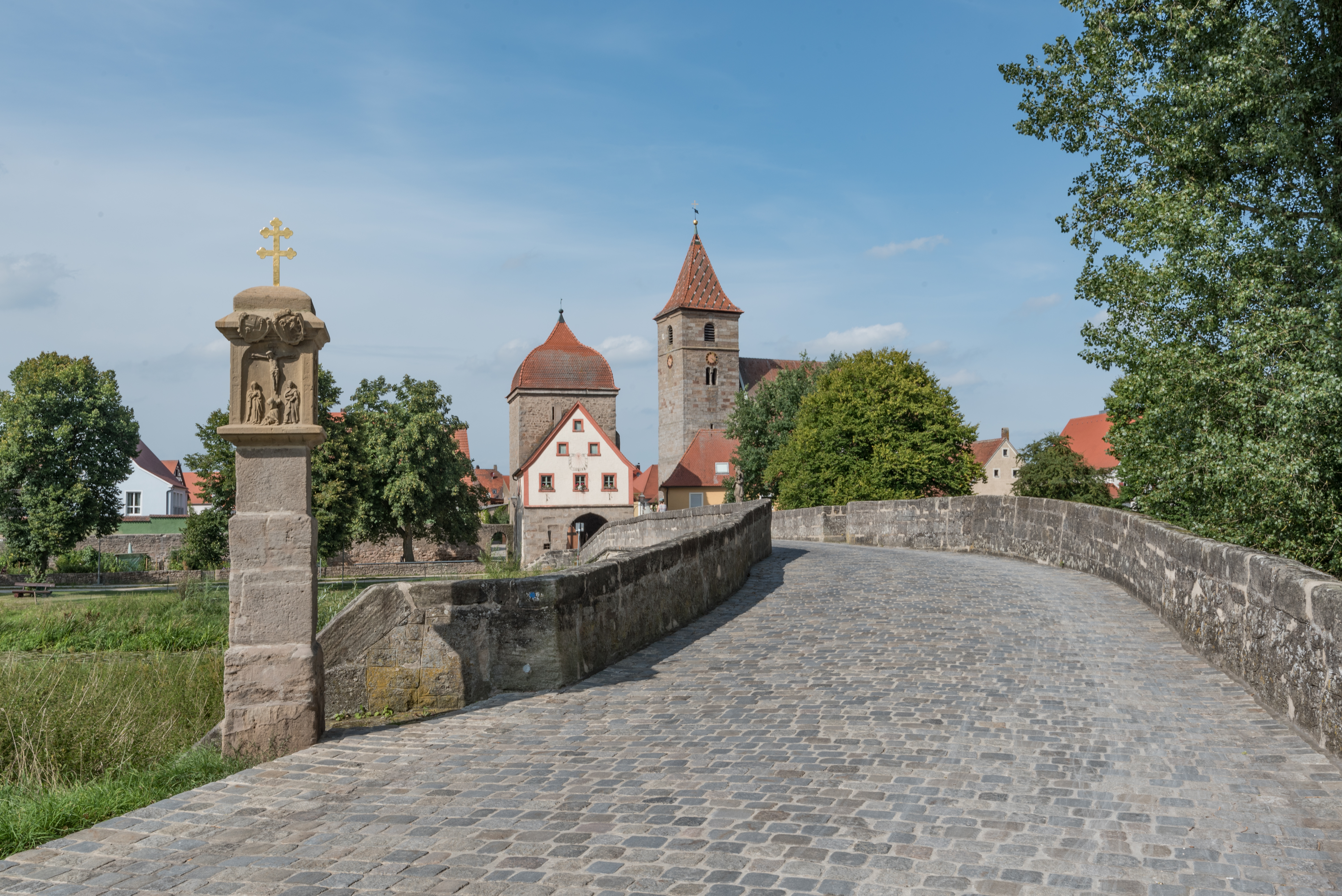
Blick über die Altmühlbrücke zur Kirche St. Jakobus

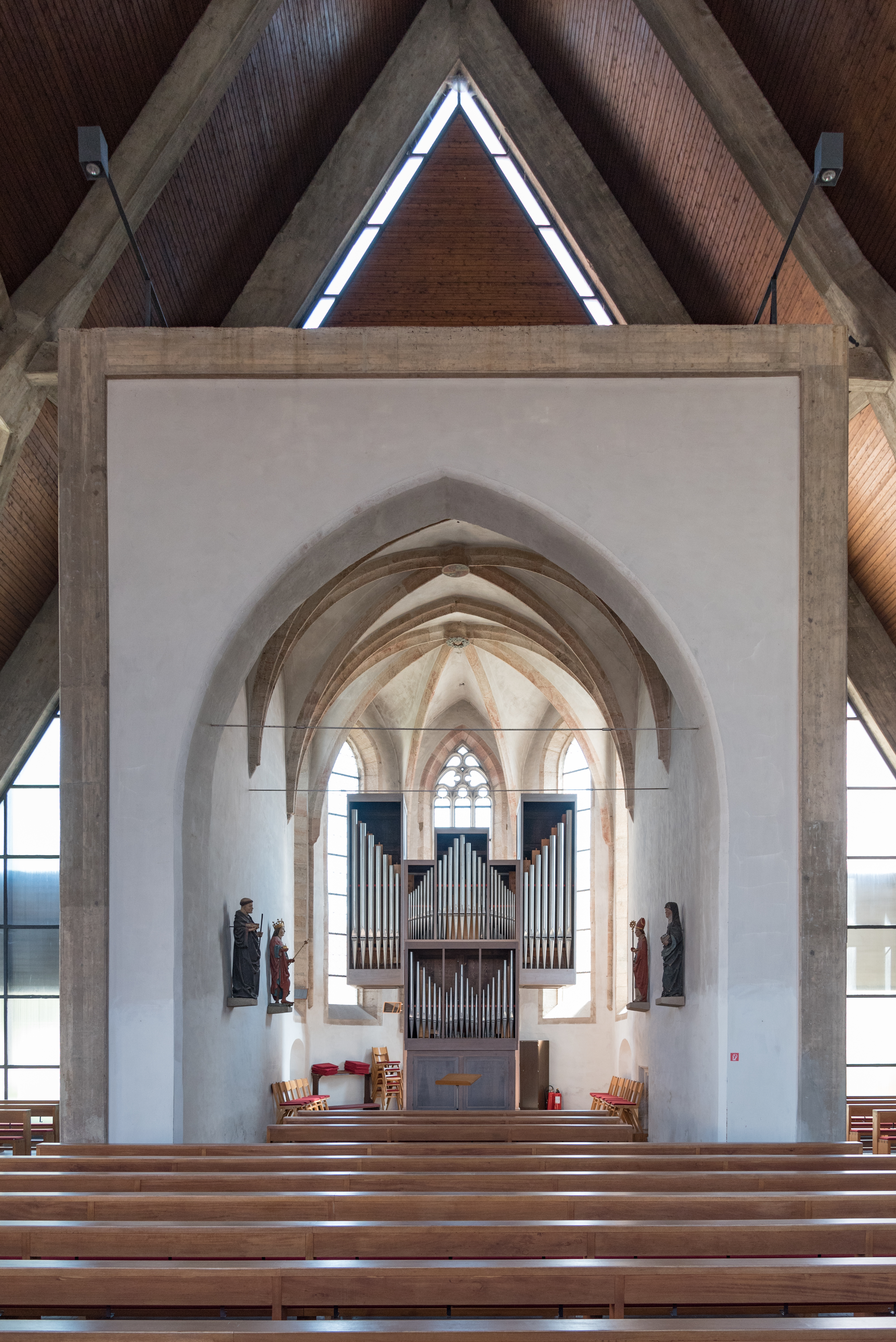
Innenraum

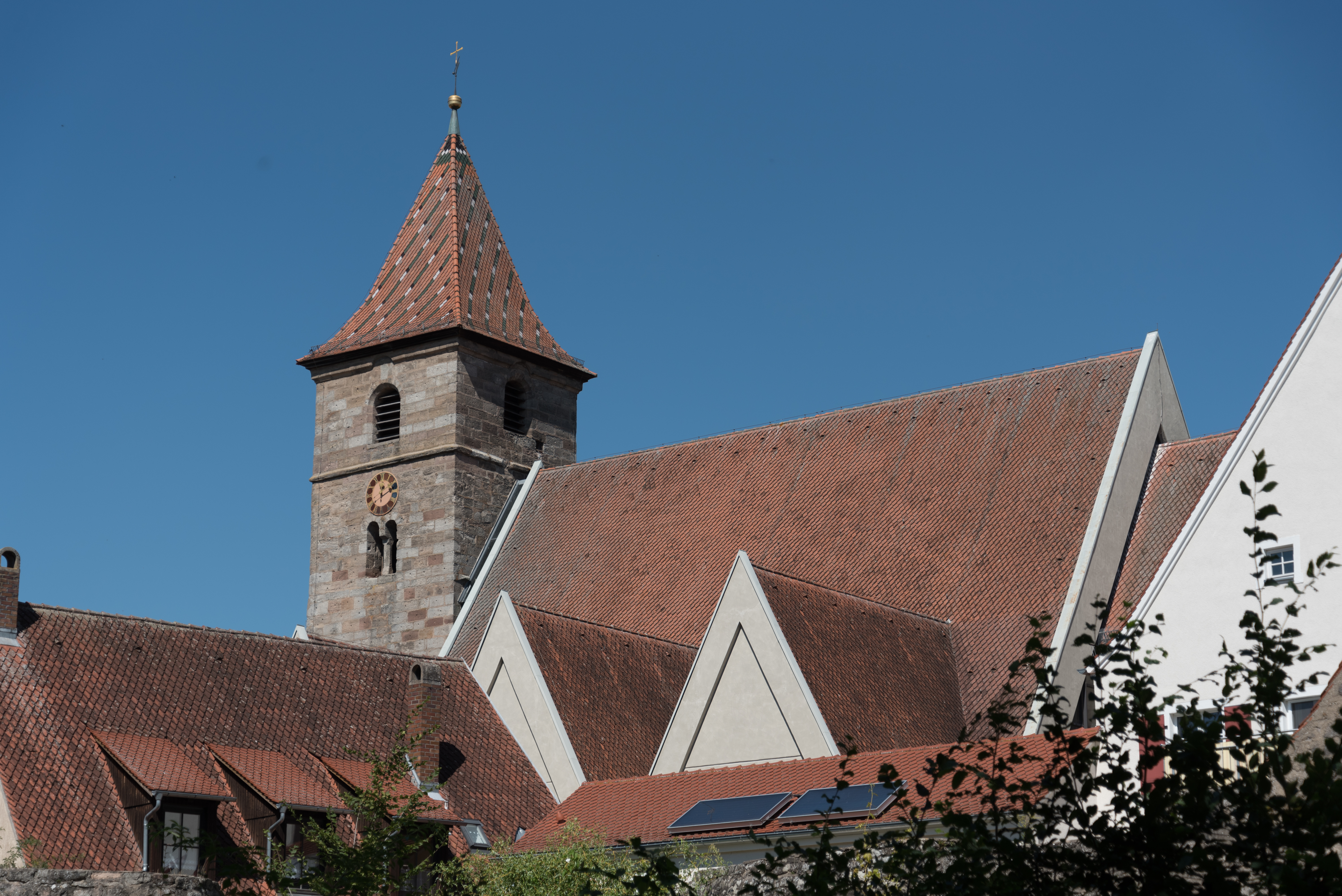
Dachaufsicht

St. Jakobus ist eine katholische Pfarrkirche in der Bischof-Gundekar-Straße 3 in Ornbau und wurde 1967 durch den Ingolstädter Architekten Josef Elfinger vergrößert.

## Bauwerk
Ornbau gehört zu den ältesten Pfarreien seiner Region. Es ist anzunehmen, dass bereits ein Vorgängerbau zu der Kirche bestand, die Bischof Gundekar 1053 am Standort der heutigen Pfarrkirche weihte. Der erste Kirchenbau könnte schon bald nach der Christianisierung des oberen Altmühltals errichtet worden sein.
Um 1967 wurde das Langhaus der Kirche nach Plänen Elfingers erweitert. Es erhielt auf beiden Seiten je drei hohe Betongiebel mit großflächiger Verglasung, die seither den Raumeindruck bestimmen. Aus früheren Epochen sind der romanische Sandsteinturm und der gotische einstige Chor erhalten geblieben, in dem die Orgel aufgestellt wurde. Nicht verloren gegangen sind auch ein Sakramentshäuschen aus dem Jahr 1502, eine Madonnenstatue, die um 1500 geschaffen wurde, und mehrere gotische Figuren, die die heiligen Jakobus und Stephanus und die vier Bistumspatrone darstellen. Eine spätbarocke Pietà stammt aus einer Wegkapelle und wurde erst 1981 in die Kirche überführt. Ein Fensterbild erinnert an Franz Xaver von Zottmann, den in Ornbau geborenen „Bischof der Wolgadeutschen“.
Die Altarwand wurde im Jahr 2000 von dem Mörsacher Künstler Reinhardt Zimmermann mit einem Glasgemäldezyklus geschmückt.
Die Pfarrei St. Jakobus gehört zum Bistum Eichstätt. Zusammen mit den Pfarreien Mitteleschenbach, Windsbach, Veitsaurach und Wolframs-Eschenbach bildet sie einen Verbund von Pfarreien.
Im Jahr 2008 wurde das 950-jährige Gründungsjubiläum der Kirche gefeiert.

## Geläut
Das Geläut der Jakobuskirche in Ornbau besteht aus fünf Glocken:
| Durchmesser | Schlagton | Gussjahr und -ort    | Glockengießer                         | Masse      |
| ----------- | --------- | -------------------- | ------------------------------------- | ---------- |
| 1093 mm     | g1        | 1968, Heidelberg     | Friedrich Wilhelm Schilling           | 928 kg     |
| 956 mm      | b1        | 1397, unbekannt      | unbezeichnet                          | ca. 550 kg |
| 820 mm      | c2        | 1968, Heidelberg     | Friedrich Wilhelm Schilling           | 397 kg     |
| 785 mm      | d2        | 1412, evtl. Nürnberg | unbezeichnet, evtl. Hainrich Grunwalt | ca. 350 kg |
| 665 mm      | f2        | 1397, unbekannt      | unbezeichnet                          | ca. 225 kg |

Nachdem im Sommer 2007 erhebliche Mängel am Geläut der Kirche festgestellt wurden, erfolgte eine Teilstilllegung und Sanierung. Die fünf Glocken wurden mit einem neuen Glockenstuhl aus Eichenholz, neuen Holzjochen und Klöppeln ausgestattet, außerdem wurden die Läutewinkel reduziert.